# نيك إغان
نيك إغان (بالإنجليزية: Nick Egan)‏ هو فنان بريطاني، ولد في 4 يوليو 1957 في لندن في المملكة المتحدة.

## وصلات خارجية
- الموقع الرسمي
- نيك إغان على موقع IMDb (الإنجليزية)
- نيك إغان على موقع ميوزك برينز (الإنجليزية)
- نيك إغان على موقع قاعدة بيانات الفيلم (الإنجليزية)